# Maksym Nikonorow

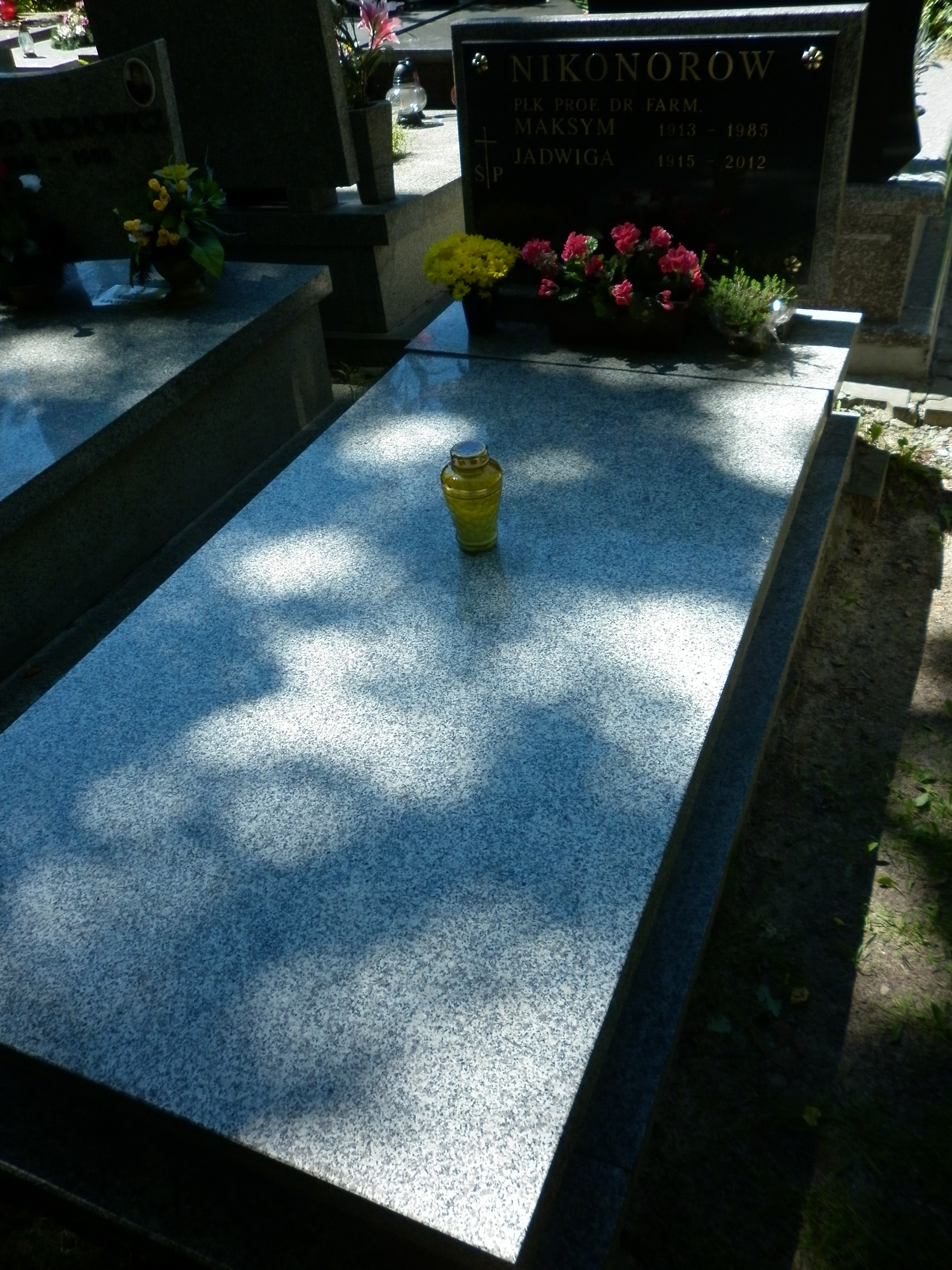
Grób Maksyma Nikonorowa na Cmentarzu Wojskowym na Powązkach

Maksym Nikonorow (ur. 19 sierpnia 1913 w Petersburgu, zm. 10 października 1985 w Warszawie) – polski doktor farmacji, docent toksykologii Akademii Medycznej w Łodzi, profesor bromatologii i toksykologii. Pułkownik Wojska Polskiego.

## Życiorys
Pochodził z polsko-rosyjskiej rodziny, która zamieszkała w Polsce w 1919. W 1930 ukończył naukę w gimnazjum Aleksego Zimowskiego w Łodzi. W 1935 ukończył studia na Wydziale Farmaceutycznym Uniwersytetu Warszawskiego, podczas studiów wstąpił do Polskiej Korporacji Akademickiej Lechicja. Po zakończeniu nauki podjął pracę w Państwowym Zakładzie Higieny w Warszawie, gdzie był asystentem w Zakładzie Badania Żywności i Przedmiotów Użytku. W 1939 obronił pracę doktorską w Zakładzie Farmakologii Uniwersytetu Warszawskiego i uzyskał tytuł doktora farmacji.
Podczas II wojny światowej wykładał na tajnych kompletach, a równocześnie w konspiracji pracował nad Polskim Kodeksem Żywnościowym.
W 1945 wyjechał do Łodzi, gdzie został adiunktem w Katedrze Nauki o Środkach Spożywczych na Uniwersytecie Łódzkim, równocześnie pracował w centrali Państwowego Zakładu Higieny, kierując oddziałem toksykologii. Po obronie pracy habilitacyjnej z zakresu toksykologii został przeniesiony do Zakładu Higieny Pracy PZH, gdzie prowadził prace badawcze nad toksykologią przemysłową. Kolejnym miejscem pracy było Wojskowe Centralne Laboratorium Sanitarno-Higieniczne, równocześnie objął funkcję prodziekana Wydziału Lekarskiego łódzkiej Akademii Medycznej. Zainicjował prace nad przekształceniem Wojskowego Centralnego Laboratorium Sanitarno-Higienicznego w Wojskowy Instytut Higieny i Epidemiologii, zmiana ta została dokonana w 1955, a Maksym Nikonorow był pierwszym komendantem tej instytucji. W tym samym roku objął stanowisko zastępcy kierownika Zakładu Badania Żywności i Przedmiotów Użytku w łódzkim oddziale PZH, w 1962 awansował na stanowisko kierownika i pełnił je do 1981. W 1964 został profesorem zwyczajnym, a pięć lat później przyjęto go do Polskiej Akademii Nauk jako członka korespondencyjnego, przewodniczył Komitetowi Ekologii Człowieka PAN. W roku 1985 na Akademii Medycznej w Łodzi odbyła się uroczystość nadania tytułu doktora honoris causa. Pochowany na Powązkach Wojskowych w Warszawie (kwatera C12-2-3).

## Dorobek naukowy
Twórca toksykologii żywności, prowadził badania nad występowaniem mykotoksyn w paszach i metali ciężkich w żywności. Zainicjował badania nad oznaczaniem pozostałości DDT, pestycydów i antybiotyków w środkach spożywczych.

### Publikacje
- Toksykologia żywności;
- Badania nad działaniem przeciwgorączkowym krajowych roślin leczniczych: doświadczenia na królikach;
- Glukozydy i pochodne kumarynowe – Wstęp do żywności;
- Zanieczyszczenia chemiczne i biologiczne żywności;
- Nadzór sanitarny nad żywnością i przedmiotami użytku: podręcznik instruktora higieny;
- Zarys nauki o środkach spożywczych.

## Członkostwo
- Państwowa Rada Ochrony Środowiska;
- Polskie Towarzystwo Farmaceutyczne;
- Polskie Towarzystwo Higieniczne;
- Polskie Towarzystwo Toksykologiczne (członek założyciel i członek honorowy).

## Odznaczenia
- odznaka „Za wzorową pracę w służbie zdrowia” (1953)[3]
- Złota odznaka honorowa „Za Zasługi dla Warszawy” (1978)[4]